# نهاد باشترك
نهاد باشترك (بالتركية: Nihat Baştürk)‏ هو لاعب كرة قدم تركي في مركز الوسط، ولد في 22 أكتوبر 1973 في أفيون قره حصار في تركيا. لعب مع أنطاليا سبور وغنتشلربيرليغي وفتحية سبور.

## وصلات خارجية
- نهاد باشترك على موقع اتحاد تركيا (لاعب) (الإنجليزية)
- نهاد باشترك على موقع قاعدة بيانات كرة القدم.إي يو (الإنجليزية)